# 그 여자의 선택
《그 여자의 선택》은 너는 내 운명이다.

## 등장 인물
- 서유정 : 안진진 역
- 유태웅 : 나영규 역
- 박민호 : 김장우 역
- 차서원 : 김주리 역
- 이효춘 : 지순자 역
- 이정길 : 안상구 역
- 허정민 : 안진모 역
- 김영란 : 지선영 역
- 장미화 : 김창옥 역
- 정동환 : 김창안 역
- 김하균 : 하재무 역
- 이매리 : 노정혜 역
- 박효주 : 소미나 역
- 현정은 : 정수정 역
- 문혁 : 억만 역
- 홍여진 : 수정 모 역
- 이수완 : 동호 역
- 김경희 : 현아 역
- 최인숙
- 정주은

## 참고 사항
- 김창옥 역을 맡은 개그우먼 장미화는 이 작품을 통해 연기자 데뷔를 했다.[1]

## 같이 보기
- 이제 사랑은 끝났다 (MBC)
- 있을 때 잘해!! (MBC)
- 사랑하고 싶다 (SBS)
- 맨발의 사랑 (SBS)

| TV1 새로운드라마 | TV1 새로운드라마 | TV1 새로운드라마 |
| 이전 작품        | 작품명           | 다음 작품        |
| ---------------- | ---------------- | ---------------- |
| 그 여자의 선택   | 너는 내 운명     | 다 함께 차차차   |